# Frank Daniel
František "Frank" Daniel, né le 14 avril 1926 à Kolín en République tchèque et mort le 29 mars 1996 à Palm Springs en Californie, est un cinéaste, producteur et scénariste tchéco-américain. Il s'est fait connaître en développant le paradigme séquentiel et en étant le doyen de l'American Film Institute (AFI), titre qu'il a obtenu en 1969, année où il a immigré aux États-Unis.
Membre de l'Academy of Motion Picture Arts and Sciences et de l'Academy of Television Arts and Sciences, il a été conseiller de la Fondation Rockefeller. En outre, il a aidé et influencé la carrière de plusieurs cinéastes, tels que David Lynch, Vojtěch Jasný, Miloš Forman, Elmar Klos, Ladislav Grosman, David Howard et Ján Kadár.

## Crédit d'auteurs
- (pt) Cet article est partiellement ou en totalité issu de l’article de Wikipédia en portugais intitulé « Frank Daniel » (voir la liste des auteurs).